# Susumu Terajima
Susumu Terajima (寺島 進, Terajima Susumu) (Koto, 12 de novembro de 1963) é um ator japonês, que apareceu em 100 filmes, 15 comerciais e diversas séries da TV.

## Trabalhos

### Filmes
| Ano  | Título original                              | Título em português                                  | Papel                        | Observações |
| 1986 | A-Houmansu                                   |                                                      |                              |             |
| 1987 | Itoshi-no half moon                          |                                                      | Hooligan                     |             |
| 1988 | So What                                      |                                                      |                              |             |
| 1989 | Orugoru                                      |                                                      |                              |             |
| 1989 | Sono otoko, kyōbō ni tsuki                   |                                                      |                              |             |
| 1990 | Imamura Jane                                 |                                                      |                              |             |
| 1992 | Ano Natsu, Ichiban Shizukana Umi             |                                                      |                              |             |
| 1992 | Nanmin rodo                                  |                                                      |                              |             |
| 1993 | Sonatine                                     |                                                      | Ken                          |             |
| 1994 | Elephant Song                                |                                                      | Yoshiki                      |             |
| 1995 | Minnā Yatteru Ka!                            |                                                      | Injuried Yazuka              |             |
| 1995 | Makusu no Yama                               |                                                      | Junichi Terajima             |             |
| 1995 | Okaeri                                       |                                                      | Takashi Kitazawa             |             |
| 1996 | Kids Return                                  |                                                      | Nº 2 da Gangue local         |             |
| 1996 | Katte ni shiyagare! Eiyû-keikaku             |                                                      | Mikiro Aoyanagi              |             |
| 1996 | Chinpira                                     |                                                      | Masao                        |             |
| 1997 | Postman Blues                                |                                                      | Detetive Maeda               |             |
| 1997 | Hana-bi                                      | Hana-Bi - Fogos de Artifício (br)                    | Nakamura                     |             |
| 1998 | Unlucky Monkey                               |                                                      |                              |             |
| 1998 | Wandafuru Raifu                              | Depois da Vida (br)                                  | Satoru Kawashima             |             |
| 1998 | Samehada Otoko to Momojiri Onna              |                                                      | Sawada                       |             |
| 1998 | Dead or Alive: Hanzaisha                     | Viver ou Morrer (BR)                                 | Inoue                        |             |
| 1999 | Kuro no Tenshi Vol. 2                        |                                                      | ITakura                      |             |
| 1999 | Gohatto                                      | Tabu (BR/PT)                                         | Espião do Shinsengumi        |             |
| 2000 | Isola: Tajuu Jinkaku Shoujo                  |                                                      | Katsumi Maezono              |             |
| 2000 | Monday                                       |                                                      |                              |             |
| 2000 | Hysteric                                     |                                                      |                              |             |
| 2000 | Brother                                      | Brother - A Máfia Japonesa Yakuza vai à América (BR) | Kato                         |             |
| 2001 | Sora no Ana                                  |                                                      | Ichio                        |             |
| 2001 | Distance                                     |                                                      | Makoto                       |             |
| 2001 | Gaichu                                       |                                                      |                              |             |
| 2001 | Koroshiya Ichi                               | Ichi - O Assassino (BR/PT)                           | Suzuki                       |             |
| 2001 | Misuzu                                       |                                                      | Kuzuhara                     |             |
| 2002 | Drive                                        |                                                      | Arai Jyoun                   |             |
| 2002 | Rokugatsu no Hebi                            |                                                      |                              |             |
| 2002 | Asakusa Kid                                  |                                                      |                              |             |
| 2002 | Koufuku no Kane                              |                                                      | Igarashi                     |             |
| 2002 | Utsukushii Natsu Kirishima                   |                                                      | Hideyuki Kodera              |             |
| 2003 | 13 Kaidan                                    |                                                      | Okazaki                      |             |
| 2003 | Kakuto                                       |                                                      | Chefe da Yakuza              |             |
| 2003 | Moon Child                                   |                                                      | Shinji                       |             |
| 2003 | Hebi Ichigo                                  |                                                      | Maedea                       |             |
| 2003 | Jump                                         |                                                      | Dono da Loja de Conveniencia |             |
| 2003 | Hard Luck Hero                               |                                                      | Shingo Shibata               |             |
| 2004 | Te wo Nigiru Dorobou no Hanashi              |                                                      | Susumu Terajima              |             |
| 2004 | Antena                                       |                                                      |                              |             |
| 2004 | Hana to Hebi                                 |                                                      | Yamazaki                     |             |
| 2004 | Casshern                                     | Casshern - Reencarnado do inferno (BR)               | Sakamoto                     |             |
| 2004 | Cha no Aji                                   |                                                      |                              |             |
| 2004 | Dare mo Shiranai                             | Ninguém Pode Saber (BR)                              | Tecnico de Baseball          |             |
| 2004 | 'Chô' Kowai Hanashi A: Yami no Karasu        |                                                      | Akira Tejima                 |             |
| 2004 | Hicchi haiku: oboreru hakobune               |                                                      |                              |             |
| 2004 | Steamboy                                     |                                                      | Freddie                      |             |
| 2004 | Izo                                          |                                                      |                              |             |
| 2004 | Chi to Hone                                  | Consumido pelo Ódio (BR)                             |                              |             |
| 2004 | Kisu to Kizu                                 |                                                      |                              |             |
| 2005 | Kita no Zeronen                              |                                                      | Kanji Hanamura               |             |
| 2005 | Yumeno                                       |                                                      | Tetsuya                      |             |
| 2005 | Yusha no Hiho                                |                                                      |                              |             |
| 2005 | Gokudo no Onna-tachi: Joen                   |                                                      |                              |             |
| 2005 | Mayonaka no Yaji-san Kita-san                |                                                      | Policial                     |             |
| 2005 | Koshonin Mashita Masayoshi                   |                                                      | Kishima                      |             |
| 2005 | Ubume no Natsu                               |                                                      | Goichi Harazawa              |             |
| 2005 | Takeshis'                                    |                                                      |                              |             |
| 2005 | Naisu no Mori: The First Contact             |                                                      |                              |             |
| 2005 | Custom Made 10.30                            |                                                      |                              |             |
| 2005 | Rampo Jigoku                                 |                                                      |                              |             |
| 2005 | Shisso                                       |                                                      | Oni Ken                      |             |
| 2006 | Chiisaki Yusha-tachi: Gamera                 |                                                      |                              |             |
| 2006 | Uchoten Hotel                                |                                                      | Jose Koichi                  |             |
| 2006 | LoveDeath                                    |                                                      |                              |             |
| 2006 | Hana Yori mo Naho                            |                                                      | Kichiemon Terasaka           |             |
| 2006 | Seishun Kinzoku Batto                        |                                                      | Ochiai                       |             |
| 2006 | Hula Girls                                   | Um Paraíso Havaiano (BR)                             |                              |             |
| 2006 | Kyacchi Boru-ya                              |                                                      | Sakamoto                     |             |
| 2006 | Chosyu Five                                  |                                                      |                              |             |
| 2006 | Love Letter: Sorenka                         |                                                      | Pai de Ryota                 |             |
| 2007 | Shikyu no Kioku                              |                                                      |                              |             |
| 2007 | Unfair: The Movie                            |                                                      | Tetsuo Yamazaki              |             |
| 2007 | Tokyo Tower: Okan to Boku To, Tokidoki, Oton |                                                      |                              |             |
| 2007 | Kantoku · Banzai!                            | Glória ao Cineasta (BR)                              |                              |             |
| 2007 | Pacchigi! Love & Peace                       |                                                      |                              |             |
| 2007 | Smile Seiya no Kiseki                        |                                                      |                              |             |
| 2008 | The Magic Hour                               |                                                      | Hiromi Kurokawa              |             |
| 2008 | Gururi no Koto                               |                                                      |                              |             |
| 2008 | Aruitemo Aruitemo                            | Ainda a Caminhar (BR)                                | Entregador de Sushi          |             |
| 2008 | Achilles to Kame                             | Aquiles e a Tartaruga (BR)                           |                              |             |
| 2009 | Goemon                                       |                                                      | Hanzo Hattori                |             |
| 2009 | Kuki Ningyo                                  |                                                      |                              |             |
| 2009 | Katen no Shiro                               |                                                      |                              |             |
| 2007 | Magare! Supun                                |                                                      |                              |             |
| 2010 | Zatoichi the Last                            |                                                      |                              |             |